# Chromomastax tanaensis
Chromomastax tanaensis är en insektsart som först beskrevs av Kevan, D.K.M. 1954.  Chromomastax tanaensis ingår i släktet Chromomastax och familjen Euschmidtiidae. Inga underarter finns listade i Catalogue of Life.